# Раде Пелеш
Раде Пелеш (Карловац, 8. јул 1923 — Загреб, ???) је био друштвени радник. Био је први председник обновљеног Српског привредног друштва Привредник у Загребу.
Заједно за Ђуром Зорајом, Костом Милошевићем, Стеваном Пјевцем и још тринаесторо истомишљеника обновио је Привредник 18. децембра 1993. године након што је био укинут 1946. На тој скупштини изабран је за председник Привредника. Према сведочењима других обновитеља председника су бирали по храбрости. На функцији председника остао је до 1995. године. После је изабран за председника Надзорног одбора на двогодишњи мандат.
Син је Петра и Наранче, рођ. Вучковић.